# Kozłów (powiat garwoliński)
Kozłów – wieś sołecka w Polsce położona w województwie mazowieckim, w powiecie garwolińskim, w gminie Parysów. Położona nad rzeką Rydnią (inna nazwa: Radunia).
Wieś szlachecka położona była w drugiej połowie XVI wieku w powiecie garwolińskim  ziemi czerskiej województwa mazowieckiego. W latach 1975–1998 miejscowość należała administracyjnie do województwa siedleckiego.
Na wschodnim skraju wsi przy drodze do Transboru, Gołych Łąk, Dębego Małego i Gozdu znajduje się średniowieczne grodzisko położone obok dawnego parku dworskiego z poł XIX wieku, Przez miejscowych nazywane "Górą Bony" lub "Kopcem Napoleona". 
Wierni Kościoła rzymskokatolickiego należą do parafii Najświętszej Maryi Panny w Parysowie.

## Części wsi
| SIMC    | Nazwa         | Rodzaj    |
| ------- | ------------- | --------- |
| 0683683 | Białynia      | część wsi |
| 0683660 | Górki-Kolonia | część wsi |
| 0683690 | Henryków      | część wsi |
| 0683708 | Józefina      | część wsi |

## Historia
Miejscowość wzmiankowana po raz pierwszy w 1440 r. 26 sierpnia 1526 r. otrzymała prawa miejskie nadane staraniem Marcina, Jana i Wiernosza Oborskich przez księżną Annę Mazowiecką. Po nieudanej lokacji, od 1576 r. ponownie wieś. W XVI wieku, równocześnie z lokacją miasta, na średniowiecznym kopcu wybudowano zamek dla rodziny Oborskich - Parysów. Został on zniszczony podczas potopu szwedzkiego. W latach 1526–1648 dobra Kozłowa, składały się z osady Kozłów oraz wsi: Górki i Gołe Łąki i liczyły 90 włók ziemi, były w posiadaniu rodziny Parysów, dziedziców pobliskiego miasteczka Parysowa. W roku 1660 przeszły na własność Stanisława Linkhausa. W 1730 r. Kozłów był własnością Generała Renarda, w ich posiadaniu pozostawał do 1749 r., kiedy przeszedł w ręce Franciszka Bielińskiego, marszałka wielkiego koronnego. W XVIII w. od rodziny Bielińskich, Kozłów drogą kupna przeszedł w ręce Jana Marszłkowskiego. W 1823 r. kupił osadę Leopold Stanisław Eysymontt, (1781-1852), major wojsk napoleońskich i Księstwa Warszawskiego, Od 1832 r. mieszkał on w Kozłowie. Osada pozostawała w posiadaniu jego spadkobierców do 1885 r. W 1827 r. Kozlów liczył 27 domów i 200 mieszkańców, w 1860 r. liczba domów zwiększyła się o jeden, a liczba mieszkańców wzrosła do 294 osób. W 1883 r. wieś liczyłą 24 gospodarstwa i 280 morgów ziemi. W 1921 r. w Kozlowie było 44 domy i 185 mieszkańców. Miejscowość nie została zbombardowana w 1939 roku przez Luftwaffe. W lipcu 1944 r. znajdowały się tu trzy stanowiska artylerii niemieckiej.

## Etymologia
Nazwę zapisano po raz pierwszy w 1440 r. w Księdze Ziemi Czerskiej "Koszlowo". W 1480 r. "Coszlowo”, w 1526 r. - "Kosslow" w 1540 r. - "Coschov". W średniowieczu nazwa wykazywała niewielkie wahania językowe. Jest to nazwa patronimiczna związana z nazwiskiem – Kozieł szlachcica, który założył tu osadę lub pierwszymi osadnikami, którymi byli jeńcy tatarscy ubrani w kozie skóry – stąd skojarzenie z kozłami.